# PalaBarbuto

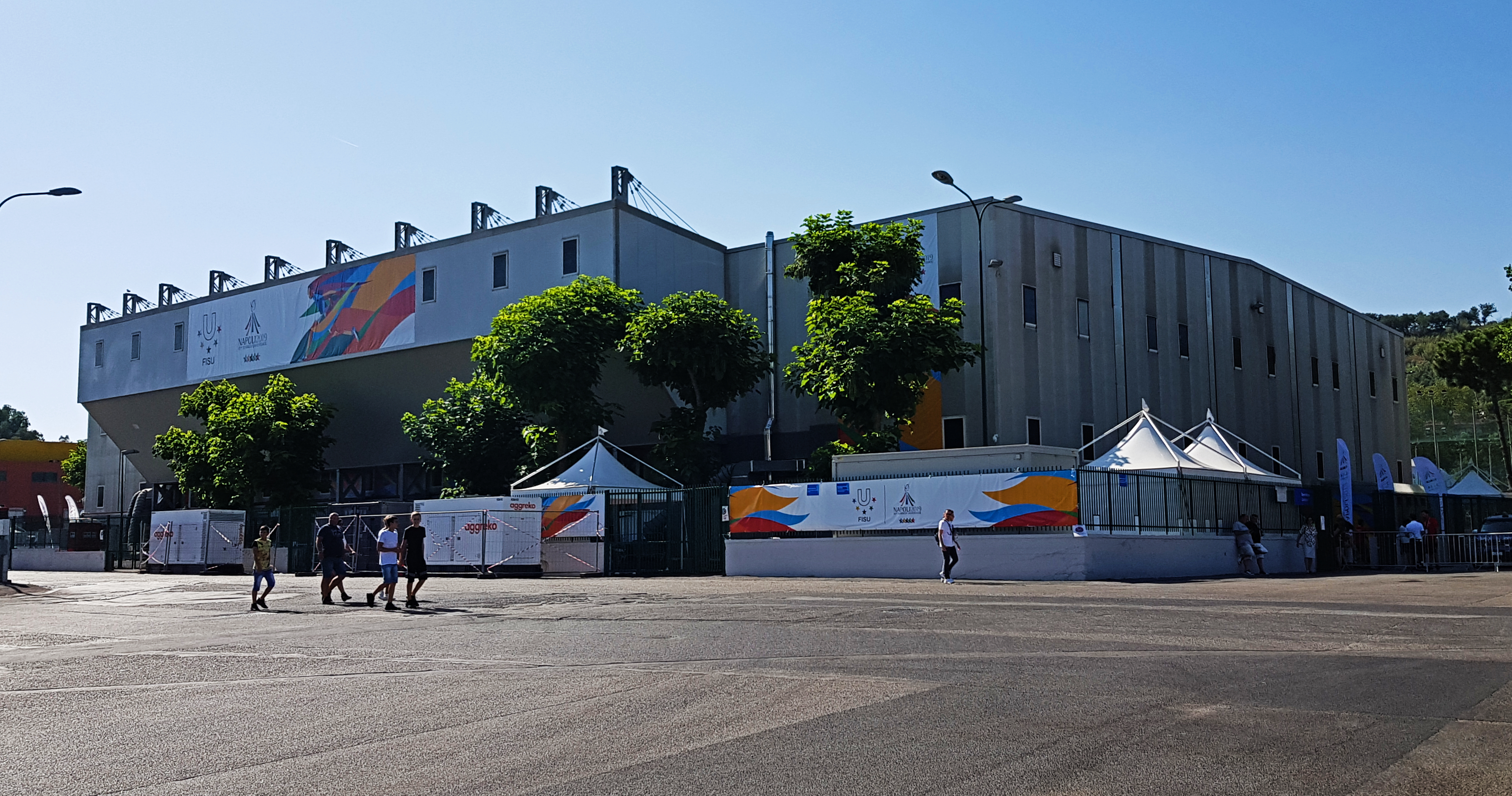
Exterior del pabellón.

PalaBarbuto es un pabellón polideportivo cubierto de la ciudad de Nápoles, en Campania, Italia.

## Historia
Fue inaugurado en 2003. Su nombre se puso en honor a Lello Barbuto, figura del periodismo deportivo napolitano. Originariamente, tenía una cabida para 4000 espectadores; en septiembre de 2006 su aforo fue ampliado a 5500 personas para que el S.S. Basket Napoli pudiera competir en la Euroliga.

## Ubicación
Está situado en el barrio de Fuorigrotta, en Viale Giochi del Mediterráneo, próximo a la Piscina Scandone y al PalArgento (histórico pabellón del baloncesto napolitano en espera de reconstrucción).

## Acceso
- Tangenziale di Napoli, salida Fuorigrotta;
- Ferrocarril Cumana, estación Edenlandia;
- Líneas de autobús: 502, 614, C3, C5, C6, C14.